# Форт-Гарленд (Колорадо)
Форт-Гарленд (англ. Fort Garland) — переписна місцевість (CDP) в США, в окрузі Костілья штату Колорадо. Населення — 464 особи (2020).

## Географія
Форт-Гарленд розташований за координатами 37°25′40″ пн. ш. 105°26′6″ зх. д. / 37.42778° пн. ш. 105.43500° зх. д. (37.427916, -105.435008).  За даними Бюро перепису населення США в 2010 році переписна місцевість мала площу 0,97 км², уся площа — суходіл.

## Демографія
Згідно з переписом 2010 року, у переписній місцевості мешкали 433 особи в 168 домогосподарствах у складі 125 родин. Густота населення становила 445 осіб/км².  Було 194 помешкання (199/км²).
Расовий склад населення:
| - 59,1 % — білих - 3,7 % — корінних американців - 2,1 % — вихідців з тихоокеанських островів - 0,5 % — чорних або афроамериканців - 0,5 % — азіатів - 31,2 % — осіб інших рас |

До двох чи більше рас належало 3,0 %. Частка іспаномовних становила 85,0 % від усіх жителів.
За віковим діапазоном населення розподілялося таким чином: 25,6 % — особи молодші 18 років, 58,5 % — особи у віці 18—64 років, 15,9 % — особи у віці 65 років та старші. Медіана віку мешканця становила 42,6 року. На 100 осіб жіночої статі у переписній місцевості припадало 94,2 чоловіків;  на 100 жінок у віці від 18 років та старших — 81,9 чоловіків також старших 18 років.
Середній дохід на одне домашнє господарство  становив 46 315 доларів США (медіана — 38 036), а середній дохід на одну сім'ю — 57 063 долари (медіана — 44 338). За межею бідності перебувало 30,0 % осіб, у тому числі 55,4 % дітей у віці до 18 років та 0,0 % осіб у віці 65 років та старших.
Цивільне працевлаштоване населення становило 225 осіб. Основні галузі зайнятості: роздрібна торгівля — 40,9 %, сільське господарство, лісництво, риболовля — 15,1 %, освіта, охорона здоров'я та соціальна допомога — 14,2 %.